# Honig im Kopf
Honig im Kopf é um filme de drama alemão de 2014 dirigido por Til Schweiger. Foi um dos oito filmes selecionados pela Alemanha para concorrer ao Oscar de melhor filme internacional no Oscar 2016, mas perdeu para Labirinto de Mentiras.

## Elenco
- Dieter Hallervorden – Amandus Rosenbach
- Emma Schweiger – Tilda Rosenbach
- Til Schweiger – Niko Rosenbach
- Jeanette Hain – Sarah Rosenbach
- Katharina Thalbach – Vivian Saalfeld
- Tilo Prückner – Dr. Ehlers
- Mehmet Kurtuluş – Dr. Holst
- Violetta Schurawlow – Nun
- Pasquale Aleardi – Policial
- Jan Josef Liefers – Serge
- Fahri Yardım – Erdal
- Samuel Koch

## Recepção
Foi o filme alemão de maior bilheteria lançado em 2014, com um faturamento bruto de US$ 63 milhões e é atualmente o terceiro filme alemão de maior bilheteria de todos os tempos.

## Refilmagem estadunidense
Em 21 de março de 2018, a mídia alemã anunciou que Til Schweiger criaria uma refilmagem de Honig im Kopf – com seu nome traduzido literalmente, Honey in the Head – para o mercado estadunidense, com ele como diretor e com Nick Nolte e Matt Dillon como membros do elenco principal.